# Anita Novinsky
Anita Waingort Novinsky (ur. 22 listopada 1922 w Stachowie, zm. 20 lipca 2021 w São Paulo) – brazylijska historyk pochodzenia polskiego, specjalizująca się portugalskiej inkwizycji.

## Życiorys
Urodziła się w Polsce, skąd wyemigrowała z rodziną do Brazylii, gdy miała rok. W 1956 ukończyła filozofię, a w 1958 psychologię na Uniwersytecie w São Paulo. Specjalizowała się w rasizmie w świecie iberyjskim na École des hautes études en sciences sociales w Paryżu.
W 1970 uzyskała stopień doktora w dziedzinie historii społecznej na Uniwersytecie w São Paulo, a w 1983 habilitowała się na paryskim Université Panthéon-Sorbonne.
Była założycielką Laboratorium Badań nad Nietolerancją na Uniwersytecie w São Paulo. Koncentrowała się na kwestii nietolerancji, przemocy totalitarnej, inkwizycji i prześladowaniu Żydów i nowych chrześcijan w Brazylii.
W 2015 Universidade Federal Rural de Pernambuco nazwał jej imieniem katedrę na wydziale nauk społecznych. 9 czerwca 2016 uhonorowana tytułem Pioniera Nauki przez brazylijską Krajową Radę Rozwoju Naukowego i Technologicznego przy Ministerstwie Nauki, Technologii, Innowacji i Komunikacji.